# Diaparsis aperta
Diaparsis aperta là một loài tò vò trong họ Ichneumonidae.